# 미국 대북정책특별대표
미국 대북정책특별대표는 외교적 맥락에서 북한에 대한 미국의 이익을 대표하는 미국 국무부의 최고 관리이다. 

## 역사
북한과 미국은 공식적인 외교관계를 맺고 있지 않기에 이러한 직책이 존재한다.(북미관계 참조.) 그렇기 때문에 스웨덴은 영사 문제에 관한 북한 내 미국의 이익대표국 역할을 한다.
북한을 담당하는 미국의 대표적인 외교 보직은 대북정책특별대표, 북한 인권특사, 6자 회담 미국 대표 등이다.
2001년에 잭 프리처드가 6자 회담 미국 대표로 임명되었다. 그리고 2005년 당시 조지 W. 부시 대통령 시절, 북한 인권 특사로 제이 레프코위츠가 임명되었다. 2009년, 스티븐 보즈워스가 미국의 대북정책특별대표로 임명되었다.

## 공직자 목록

### 역대 대북정책특별대표
| 대수 | 특사          | 특사            | 임기 시작        | 임기말           | 미국 대통령 | 북한 최고 지도자 |
| ---- | ------------- | --------------- | ---------------- | ---------------- | ----------- | ---------------- |
| 1    |               | 스티븐 보스워스 | 2009년 2월 20일  | 2011년 10월 26일 | 버락 오바마 | 김정일           |
| 2    |               | 글린 데이비스   | 2011년 10월 26일 | 2014년 11월 6일  | 버락 오바마 | 김정일           |
| 2    | 김정은        | 글린 데이비스   | 2011년 10월 26일 | 2014년 11월 6일  | 버락 오바마 |                  |
| 3    |               | 성 김           | 2014년 11월 6일  | 2016년 11월 3일  | 버락 오바마 |                  |
| 4    |               | 조셉 Y. 윤      | 2016년 10월 17일 | 2018년 3월 2일   | 버락 오바마 |                  |
| 4    | 도널드 트럼프 | 조셉 Y. 윤      | 2016년 10월 17일 | 2018년 3월 2일   |             |                  |
| 5    |               | 스티븐 비건     | 2018년 8월 23일  | 2021년 1월 20일  |             |                  |
| 6    |               | 성 김           | 2021년 5월 21일  | 2023년 11월 21일 | 조 바이든   |                  |
| 7    |               | 정 박           | 2023년 11월 21일 | 2024년 7월 5일   | 조 바이든   |                  |

### 북한 인권 특사
| 대수 | 특사 | 특사            | 임기 시작        | 임기말          | 미국 대통령  | 북한 최고 지도자 |
| ---- | ---- | --------------- | ---------------- | --------------- | ------------ | ---------------- |
| 1    |      | 제이 레프코위츠 | 2005년 8월 19일  | 2009년 1월      | 조지 W. 부시 | 김정일           |
| 2    |      | 로버트 킹       | 2009년 11월 24일 | 2017년 1월 12일 | 버락 오바마  | 김정일 김정은    |
| 3    |      | 줄리 터너       | 2023년 10월 13일 | 2025년 1월 24일 | 조 바이든    | 김정은           |

### 6자회담특사
| 특사             | 임기 시작        | 임기말           | 미국 대통령              | 북한 최고 지도자 |
| ---------------- | ---------------- | ---------------- | ------------------------ | ---------------- |
| 잭 프리처드      | 2001년 4월       | 2003년 9월       | 조지 W. 부시             | 김정일           |
| 제임스 켈리      | 2003년 9월       | 2005년 1월       | 조지 W. 부시             | 김정일           |
| 크리스토퍼 R. 힐 | 2005년 2월 14일  | 2008             | 조지 W. 부시 버락 오바마 | 김정일           |
| 성 김            | 2008년 7월 31일  | 2011년 10월 13일 | 버락 오바마              | 김정일           |
| 클리포드 하트    | 2011년 10월 31일 | 2013년 7월 23일  | 버락 오바마              | 김정일 김정은    |
| 시드니 세일러    | 2014년 9월 2일   | 2015             | 버락 오바마              | 김정은           |

## 같이 보기
- 한국의 분단
- 북한의 인권
- 뉴욕시의 한국계 미국인들
- 한국전쟁
- 북한-미국 관계
- 북한의 대외 관계
- 주한 미국 대사 명단